# コミニャーゴ
コミニャーゴ（伊: Comignago）は、イタリア共和国ピエモンテ州ノヴァーラ県にある、人口約1,200人の基礎自治体（コムーネ）。

## 地理

### 位置・広がり
| 隣接するコムーネは以下の通り。 - アローナ - ボルゴ・ティチーノ - カステッレット・ソプラ・ティチーノ - ドルメッレット - ガッティコ＝ヴェルーノ (ガッティコ, ヴェルーノ) - オレッジョ・カステッロ |